# Der Nahe Osten (Halbmonatsschrift)
Der Nahe Osten, Zusatztitel Politische Halbmonatsschrift, war eine deutsche, konservativ-revolutionäre Zeitschrift, die von 1928 bis 1936 in Berlin herausgegeben wurde, ab 1934 jedoch nur noch monatlich erschien.

## Geschichte
Gegründet und herausgegeben wurde die Zeitschrift von Hans Schwarz, Adolf von Trotha und Bernd von Wedel. Verlagssitz war wie bei der Zeitschrift Das Gewissen in der damaligen Motzstraße 22.
Schwarz war der Nachlassverwalter und Herausgeber der Schriften von Arthur Moeller van den Bruck. Er verlangte die Wiedergewinnung der verlorenen Provinzen und die Auseinandersetzung mit Polen. Von Trotha war der, 1920 wegen seiner Beteiligung am Kapp-Putsch, entlassene Chef der Admiralität der Reichsmarine. Von Wedel, der 1928 zum Stahlhelm-Landesführer Pommern-Grenzmark gewählt wurde, führte in Fürstensee bereits seit 1926 sogenannte „politische Tees“ durch, an denen u. a. Hans Schwarz, Giselher Wirsing, Rüdiger Graf von der Goltz, Adolf von Trotha, Prinz Oskar, Prinz Wilhelm und insbesondere Elard von Oldenburg-Januschau teilnahmen.
Zusammen mit Elard von Oldenburg-Januschau hatte er in Danzig den Ostelbischen Ausschuss initiiert, ein Forum, das der programmatischen Koordinierung rechtsstehender Verbände in den preußischen Ostprovinzen dienen sollte. Die politische Haltung der Zeitschrift war stark von Moellers Werk geprägt. Armin Mohler nannte sie den publizistischen Mittelpunkt der Preußen- und Ostmystik innerhalb der Konservativen Revolution. Gegenstand der Publikation waren zunächst politische und wirtschaftliche Fragen Ostmitteleuropas, seit den 1930er Jahren auch Vorderasiens. Im ersten Jahr wurden vorwiegend kurze Auszüge aus Moellers Schriften und kriegslustige Aufsätze verschiedener Autoren publiziert. Die von seiner Witwe veröffentlichten Artikel lassen vermuten, dass Moeller an die von ihr vertretene Rassenlehre und rücksichtslose Aggression geglaubt hat. Im zweiten Heft vom 15. Januar 1928 veröffentlichte Bernd von Wedel einen Beitrag, in dem er das Ende der „Weltwirtschaft“ verkündete. Die Zukunft sah er in einer „Nationalwirtschaft“ und die Gesundung Deutschlands hing für ihn in erster Linie von der Landwirtschaft ab. Landsmannschaftlich gebunden, wollte die Zeitschrift auch die innenpolitischen Konsequenzen ziehen. Ab 1934 erschien das Blatt monatlich.
Zuletzt gab Hans Schwarz die Zeitschrift in Verbindung mit dem Arthur-Moeller-van-den-Bruck-Archiv mit Sitz in Berlin heraus. Das Erscheinen wurde im 9. Jahrgang mit dem Heft 3 im März 1936 eingestellt. Wichtiger als politische Querelen um die Veröffentlichung von Moellers Schriften oder Schwarz’ Tätigkeit in den 1920er Jahren, war Grund für die Einstellung ein Gerichtsprozess gegen Schwarz. Dieser war im März von einem Lehrer des Landwirtschaftslehrlings Rolf. W. angezeigt worden und befand sich ab dem 21. März 1936 in Untersuchungshaft. Er wurde am 23. September des gleichen Jahres von der II. Großen Strafkammer des Landgerichts Braunschweig wegen eines Vergehens gegen § 175 RStGB „Unzucht zwischen Männern“ zu einem Jahr Gefängnisstrafe verurteilt.